# Zeria monteiri
Zeria monteiri är en spindeldjursart som först beskrevs av Pocock 1895.  Zeria monteiri ingår i släktet Zeria och familjen Solpugidae. Inga underarter finns listade i Catalogue of Life.